# B級駆逐艦 (2代)
B級駆逐艦（英語: B class destroyer）は、イギリス海軍の駆逐艦の艦級。A級をもとに対潜戦能力などを強化した小改正型として、1928-9年度計画で9隻が建造された。「ビーグル」をネームシップとして、ビーグル級（Beagle-class）と称することもある。

## 来歴
イギリス海軍は1924-5年度より駆逐艦の建造を再開し、まず改W級駆逐艦をもとに第一次世界大戦の戦訓や新しい技術を盛り込んだプロトタイプとして「アマゾン」と「アンバスケイド」を建造したのち、1927-8年度で量産型としてA級を建造した。
続く1928-9年度での建造艦は、当初はより大型・強兵装の艦として計画された。しかしコスト面の問題から、結局はA級の小改正型となった。これによって建造されたのが本級である。

## 設計
上記の経緯より、設計面ではA級とほぼ同様であり、このためアメリカ海軍協会（USNI）などではA級と一括りに、A・B級として扱われる。船首楼型、2本煙突という基本構成や、艦内の諸区画配置も踏襲された。
機関構成も、A級と同様である。ボイラーは、海軍本部の設計によるアドミラルティ式3胴型水管ボイラーを搭載した。蒸気性状は圧力300 lbf/in2 (21 kgf/cm2)、温度315.5℃であった。タービンはパーソンズ式オール・ギヤード・タービンであり、独立した巡航タービンは持たず、高圧タービンの中に設ける方式とされた。

## 装備
兵装面でも、おおむねA級の装備が踏襲された。
艦砲はA級と同様、45口径12cm砲（QF 4インチ砲Mk.IX）4門を搭載した。「ブルドック」では、2番砲に60度の仰角が取れるCP Mk.XIII砲架を採用し、高角砲を兼用できるように措置されたが、試験成績が不良であったため後に撤去され、標準的な平射砲（仰角30度～俯角10度）としてのMk.XIV砲架と組み合わせての搭載となった。
水雷兵器としては、A級と同じく21インチ魚雷発射管を4連装2基搭載した。魚雷としては、当初はMk.Vを搭載しており、後にMk.IXに更新した。一方、本級より探信儀（ASDIC）として119型ソナーが装備化され、対潜兵器も搭載されているが、装備位置の面で対潜兵器が掃海兵装と干渉することから、本級では掃海兵装は省かれた。
また第二次世界大戦が勃発すると、生き残っていた艦は護衛駆逐艦として改装され、271型レーダーの装備や、後部魚雷発射管をバーターとした45口径7.6cm高角砲（QF 3インチ砲Mk.I）の搭載や対潜爆雷搭載数の増加などが行われた。また「ビーグル」「ブルドック」は、45口径7.6cm高角砲を搭載しない代わりに70口径20mm機銃6門を搭載したほか、1番砲を撤去してヘッジホッグ対潜迫撃砲を搭載、爆雷搭載数を125発に増加させている。

## 同型艦
A級と同様、嚮導艦1隻を含む9隻が建造された。
大戦において5隻が撃沈されたほか、残る4隻も戦時中にギリシャ海軍に貸与された1隻を除いて戦後間もなく予備役編入の後解体された。
ギリシャに貸与されていた1隻も、1951年にイギリスへ返還後まもなく解体された。
| #   | 艦名                       | 造船所                         | 進水           | 就役           | その後 |
| --- | -------------------------- | ------------------------------ | -------------- | -------------- | --- |
| H06 | キース HMS Keith ※嚮導艦   | ヴィッカース・アームストロング | 1930年 7月10日 | 1931年 3月20日 | 1940年6月1日、ダンケルク沖にてドイツ空軍のJu87の爆撃により撃沈。                                                                 |
| H11 | バシリスク HMS Basilisk    | ジョン・ブラウン               | 1930年 8月6日  | 1931年 3月4日  | 1940年6月1日、ダンケルク沖にてドイツ空軍のJu87の爆撃により撃沈。                                                                 |
| H30 | ビーグル HMS Beagle        | ジョン・ブラウン               | 1930年 9月26日 | 1931年 4月9日  | 1945年5月24日退役。解体。 |
| H47 | ブランチ HMS Blanche       | ホーソン・レスリー             | 1930年 5月29日 | 1931年 2月19日 | 1939年11月13日、テムズ川河口にて触雷し沈没。                                                                                     |
| H65 | ボーディシア HMS Boadicea  | ホーソン・レスリー             | 1930年 9月23日 | 1931年 4月7日  | 1944年6月13日、ドーセット州ポートランド島沖にてドイツ空軍機の爆撃により撃沈。                                                    |
| H77 | ボレアス HMS Boreas        | パルマース                     | 1930年 6月11日 | 1931年 2月20日 | 1944年2月11日付でギリシャ海軍に貸与、サラミス（Σαλαμίς）に改名。 1951年10月9日にイギリス海軍へ返還され、同年11月23日退役後解体。 |
| H80 | ブレイズン HMS Brazen      | パルマース                     | 1930年 7月25日 | 1931年 4月8日  | 1940年7月20日、イギリス海峡にてドイツ空軍機の爆撃により撃沈。                                                                    |
| H84 | ブリリアント HMS Brilliant | スワン・ハンター               | 1930年 10月9日 | 1931年 2月21日 | 1945年11月に予備役編入。1948年解体。                                                                                             |
| H91 | ブルドッグ HMS Bulldog     | スワン・ハンター               | 1930年 11月6日 | 1931年 4月8日  | 1945年5月27日に予備役編入。1946年1月17日より解体。                                                                               |